# Agoura
Agoura é uma comunidade não-incorporada localizada no estado norte-americano da Califórnia, no condado de Los Angeles. É considerado um bairro localizado a sudeste da cidade de Agoura Hills, adjacente à cidade de Calabasas.
Agoura foi o nome histórico da área, antes dessa região desenvolver-se e antes da incorporação à Agoura Hills. Existem poucas áreas não-incorporadas, contando algumas residências na área. Muitos se referem a esse bairro como Old Agoura, localizado nas proximidades. O código postal é o 91301 e a comunidade faz parte do código de área 818.